# Journal de voyage de Kawai Sora

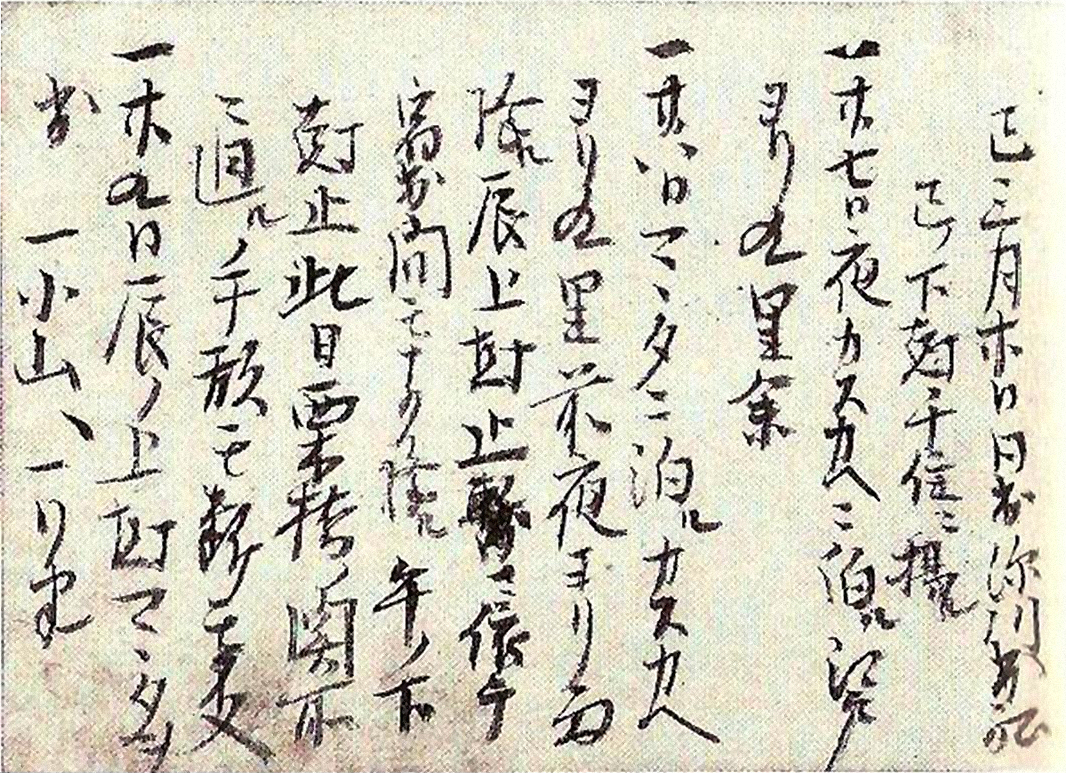
Journal manuscrit de 河合曾良 Sora

Le Sora Tabi Nikki (曾良旅日記, Sora Tabi Nikki) ou Journal de voyage de Kawai Sora sont les mémoires de Kawai Sora en 1689 et 1691 lorsqu'il accompagne Matsuo Bashō dans ses fameux voyages. Jusqu'à sa redécouverte en 1943, l'existence de ce journal était mise en doute. Ce document est indispensable à l'étude du Oku no hosomichi de Matsuo Bashō.

## Le journal
L'existence de ce journal était connue avant qu'il ne soit redécouvert et publié par Yasusaburo Yamamoto en 1943. Il est désigné bien culturel important le 15 juin 1978. Le journal fait 11 cm de longueur, 16,5 cm de largeur et 2 cm d'épaisseur; la couverture du livre est indigo et le volume contient 100 feuilles de papier, dont 4 feuilles blanches. Il y a 11 feuilles de papier collées. Pour la commodité, il est divisé en « Résumé des noms divins d'Engishiki », « Protocole d'Utamakura »,  « Journal de la deuxième année de Genroku »,  « Journal de la quatrième année de Genroku »,  « Protocole d'Haiku »  et  « Autres ». L'intérieur du journal ne comporte pas de telles divisions. Le journal est également appelé Sora Nikki (« Journal de Sora ») et Zuiko Nikki (« Journal de Sora accompagnant Bashō ». Dans le journal, il n'y a pas de phrases émotionnelles telles que celles du Oku no hosomichi. les noms des terres visitées et la distance d'un endroit à l'autre sont exactement indiqués. Donald Keene compare ce journal à celui de François-René de Chateaubriand, à savoir l'enregistrement exact des données du voyage par Julien qui accompagne son maître. 
L'indication du temps du milieu de l'époque d'Edo dans ce journal est noté de la façon la plus exacte qui soit. Il est montré dans les branches terrestres et le temps est représenté en trois divisions. Il a écrit son journal tandis qu'ils adoraient dans les sanctuaires ou priaient devant des sanctuaires auprès desquels ils se sont rendus ou des temples qu'ils ont vus, ce qui indique qu'il était un shintoiste sérieux.

### Engishiki Shinmeicho (liste de kami)
L'Engishiki. Liste de kami établie par Sora, qui étudie le shinto auprès de Yoshikawa Koretari (1616–1695) en préparation de leur voyage. Il occupe le début du journal, jusqu'au point du milieu de la 12e feuille de papier.

### Utamakura Memorandum
En préparation pour le voyage, il écrit ce mémorandum utamakura basé sur le Ruiji Meisho Wakashū et Narayama Shuha. Il compte 8 feuilles, en commençant sur le dos de la feuille 12. Les conclusions de ce voyage sont ajoutées entre les lignes. Une feuille de papier est collée. Ceci est aussi appelé le « Mémorandum Meisho ».

### Journal de Sora en 1689

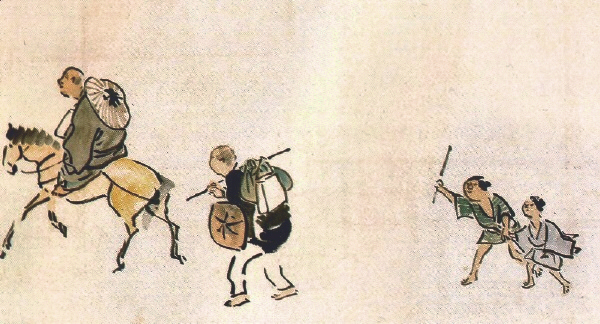
Bashō à dos de cheval, suivi par Sora sur l'emaki du Okuno Hosomichi, d'Yosa Buson.

Yosa Buson a dessiné une illustration du Okuno Hosomichi montrant Bashō à cheval accompagné de Sora. Ce journal rapporte le voyage indiqué dans l'illustration de Buson. Sur 33 pages et demi de papier, il commence lorsque les deux compagnons quittent Fukagawa à Edo en mars de la deuxième année de l'ère Genroku et se termine lorsque Sora part pour Ise et Nagashima le 5 août. Entre ces deux événements, Sora note tous les événements du voyage, y compris les dates réelles, la météo, le calendrier et les séjours dans les auberges. Ces précisions en font un document important pour l'étude du Oku no hosomichi. Le 3 septembre, Sora rejoint Bashō à Ōgaki, et les deux reviennent à Fukagawa le 13 novembre. Sora enregistre des détails du voyage.

### Journal de Sora en 1691
Sora commence le 4 mars 1691 et arrive à Nagashima le 25 juillet. Ce journal est aussi appelé le carnet de voyage de la région de Kinki. À partir de la seconde moitié du journal de 1689, le journal décrit sur 23 feuilles de papier pour le Haikai Kakidome. La plupart sont relatives aux visites des sanctuaires et temples de Yoshino, Koyasan. Kumano, Wakaura, Suma, Akashi. Il décrit les sanctuaires et les temples et Utamakura. Il rend visite à Bashō tandis que celui-ci séjourne à Sagaraku Kakisha et décrit Bashō et ses disciples alors qu'ils sont en train de compiler l'anthologie Sarumino.

### Haikai Kakidome
Haikai Kakidome note les hokku (premiers haikus) et haikus de Bashō et Sora au cours de leur voyage et les rencontres de haiku durant leur randonnée. Il s'agit d'un document important afin de connaître la forme originale de leurs haïkus.

### Zatsuroku (trevia)
Dans le tir à l'arc japonais sont notées des anecdotes sur Teishitsu que Sora enregistre au spa de Yamanaka, des noms et adresses des personnes que Sora et Bashō ont rencontrées au cours de leurs voyages et d'anciens haïkus.

## Histoire du journal avant sa redécouverte
L'ouvrage original Sora Hon était présent avec un manuscrit copié du Okuno Hosomichi dans la même boîte en bois de paulownia. Ce livre était entre les mains de Sugiyama Sugikaze, proche ami de Sora quand celui-ci est mort dans l'île d'Iki, maintenant préfecture de Nagasaki. Shiebo Hakushu, qui était un beau-frère de Sugisha, un fils de Sugiyama Sukishu, a écrit que Sugifu possédait ce livre. Ce livre a été envoyé à la famille Koya où Sora est né. Lorsque la famille Koya disparaît, ce livre est sous le contrôle de la famille Kasaï qui était de la famille de la mère de Sora. Kasai Shutoku, de la famille Kasai, était marié avec la fille d'un sœur aînée de Sora. Il respectait Sora. Il a édité un livre, le Yukimaruke, concernant Sora à partir de divers documents de Sora. Plus tard, le livre passe à Kubojima Wakodo. Chikurinsha Shujin de Sendai écrit que Wakodo a initialement possédé le Journal de Sora. Ashiinsha Takesai décrit dans son livre le plan de Sendai dans le journal de Sora et une ligne du 20 juillet 1689 a été retranscrite à la maison de Wakodo. Selon un Journal de l'histoire de Suwa en 1967, le journal de Sora a été illégalement enlevé de la famille Kasaï. À savoir Wakodo a dérobé le journal de Sora à la famille Kasai. Wakodo a acheté 8 éléments à la famille Kasaï, dont le journal pour 58 ryō Tael mais n'en a payé que 10 ryō. Wakodo a été puni par le han de Takashima, mais le journal n'a pas été retourné. Sur la boîte d'origine, il y avait une lettre officielle de transfert du Okuno Hosomichi et le journal de Sora sous le nom de Wakodo. Plus tard Matsudaira Shimanokami, l'un des daimyo du domaine, a acheté la boîte. Honma Keishi en atteste. Dans le journal de Sora, des fragments de documents se trouvent occasionnellement. Par exemple, Yokazetei Uko a écrit le résumé du journal du 21 avril à Shirakawa au 9 mai à Matsushima à Aokage Shu. Asukaen Isso a écrit le résumé du début au 17 mai à Obanazawa.

## Redécouverte du journal
Au cours de l'ère Meiji, le livre appartient à Kuwahara Shinzo d'Osaka, puis passe à Saito Ikuta d'Ito, célèbre collectionneur de beaux-arts classiques. Il passe alors à Saito Hirosuke. Yamamoto Yasusaburo en entend parler et, avec l'introduction de Sato Seiiji, il assiste à la mise au jour de l'été 1938. Yamamoto découvre le Journal de Sora entre autres pièces classiques. Il le publie sous le titre de « Journal de Sora d'Okuno Hoshomichi accompagnant Bashō, avec le journal de 1791 » chez l'éditeur Ogawa Shoten en juillet 1943. Par ailleurs, cette année 1943 est celle du 250e anniversaire de la mort de Bashō et le 300e anniversaire de sa naissance. La deuxième impression a lieu en décembre de la même année et le troisième en septembre 1944. La quatrième édition est faite en 1946. Seiichiro Sugiura et Saburo Miyamoto rendent visite à Hirosuke Saito, le propriétaire qui vit à Uemeguro, et examinent le journal le5 novembre 1950. L'idée originale de Sugiura est d'obtenir le Journal pour le Wataya Bunko de la bibliothèque de l'université Tenri, toutefois, cela ne se réalisa pas. Au fil du temps, Seiichiro Sugiura parvient à posséder le Journal. Il écrit dans le premier numéro de la revue Renga Haikai Kenkyu que ce journal doit être étudié par les chercheurs, ce qui est fait. Après sa mort, le Journal est offert à la Wataya Bunko de la bibliothèque Tenri par sa femme en février 1959.

### Découverte de deux manuscrits
En 1951, deux manuscrits sont découverts. L'un en la possession du kan-nushi Nasu-Onsen-jinja, appelé Giyu Hitomi, et le journal est appelé livre de Hitomi, et l'autre en la possession de la famille Oyamada, et le journal est appelée livre de  Oyamada.

## Contribution du journal à l'étude deLa Sente étroite du Bout-du-Monde
Avant la redécouverte du journal de Sora, les études sur l'Okuno Hosomichi sont fondées sur des observations indirectes. Après la re-découverte, le journal de Sora est devenu indispensable, par exemple, il faut lire le Haikai Kakidome pour le début des hokku.
« Yamamoto écrit au début de son livre que c'est un miracle que le Journal de Sora nous soit parvenu dans sa forme originale. C'était au-delà de son attente. Pour les 250 années précédentes, cela représente une découverte exceptionnelle, même si on a laissé un très grand nombre de livres qui font une « sueur de bœuf dans une maison ». ? (Idiome). »
Shida Gishu auquel il a été demandé de rédiger une préface du livre de Yamamoto, écrit que ce carnet contribuera grandement à l'étude de La Sente étroite du Bout-du-Monde, et chaque étude contribuera à la preuve de ce journal et attestera des véritables écrits de Sora avec divers exemples de preuves. La publication du journal de Sora a créé des problèmes de divergences entre l'Oku pas hosomichi de Bashō et les descriptions de Sora. Avant la découverte du journal, Shida avait souligné que tout dans La Sente Étroite du Bout du Monde n'était pas nécessairement vrai et qu'il y avait des exemples d'inventions. Ce problème est objet de litige en 1951 dans le Kokubungaku, Kaishaku à Kansho, Toyotaka Komiya soutient Bashō déclarant qu'il n'y a pas inventions intentionnelles, mais la plupart des chercheurs tels que Sugiura, Noichi Imoto, Kisao Abe l'ont étudié minutieusement et le cercle académique se prononce en faveur d'inventions. L'édition originale de Yamamoto contient des erreurs et des fautes d'impression. Sugiura a édité le journal corrigé. Par la suite, plusieurs livres ont été publiés sur le journal de Sora corrigé.

## Sources
- Ko Higuchi Bashō Kenkyu 1923, Bunken Shoin
- Sora Kawai, Yasuzaburo Yamamoto(edit) Giyu Shida Diary of Sora who accompanied Bashō with the 1791 Diary 1943, Ogawa Shobo
- Giyu Shida, Bashō Tembo (Outlook on Bashō 1946, Nihon Hyoronsha
- Sei-ichiro Sugiura, Bashō Kenkyu (Studies on Bashō) 1958,  Iwanami Shoten
- Teizo Shiraishi, The prospect of Okunohosomichi in Bashō, 1969, Yuseido
- Riichi Kuriyama, Kokugo Kokubungaku Kenkyu Taisei 12 Bashō 1977, Sanseido
- Tomotsugi Muramatsu, Studies on the works and life of Bashō, based on new findings 1977, Kasama Shoin,  (ISBN 4-305-40037-5)
- Tetsuo Hisadomi, Okuno Hosomichi, 1980,  Kodansha,  (ISBN 4-06-158452-9)
- Yozo Ueno, Bashō Ron 1986, Chikuma Shobo,  (ISBN 4-480-82219-4)
- Tomotsugu Muramatsu, Studies on Okuno Hosomichi based on the Sora's Diary 1988, Kasama Shoin,  (ISBN 4-305-70148-0)
- Kishu Okada, Travellers, Sora and Bashō 1991,  (ISBN 4-309-00725-2)
- Donald Keene, Travelers of a Hundred Ages (Henry Holt & Co, August 1, 1992) Travelers of a Hundred Ages Kodansha,  (ISBN 978-4-06-292078-0)

## Dictionnaires
- Tetsuo Ijichi(edit)  Encyclopedia of Haikai 1957,  Meiji Shoten  (ISBN 4-625-40005-8)
- Yasuaki Matsuo(edit)Encyclopedia of Haiku, Kinsei 1977, Ofusha,  (ISBN 4-273-00322-8)
- Nihon Koten Bungaku Daijiten(Encyclopedia of Japanese Classics) 1986, Iwanami Shoten,  (ISBN 4-00-080067-1)
- Tokuzo Otani(edit), Encyclopedia of Haibungaku 1995, Kadokawa Shoten,  (ISBN 4-04-022700-X)